# Podolí, Žďár nad Sázavou
Podolí là một làng thuộc huyện Žďár nad Sázavou, vùng Vysočina, Cộng hòa Séc.